# Broćanac Viluški
Broćanac Viluški (cyr. Броћанац Вилушки) – wieś w Czarnogórze, w gminie Nikšić. W 2011 roku liczyła 68 mieszkańców.